# Fauna das Ilhas Galápagos

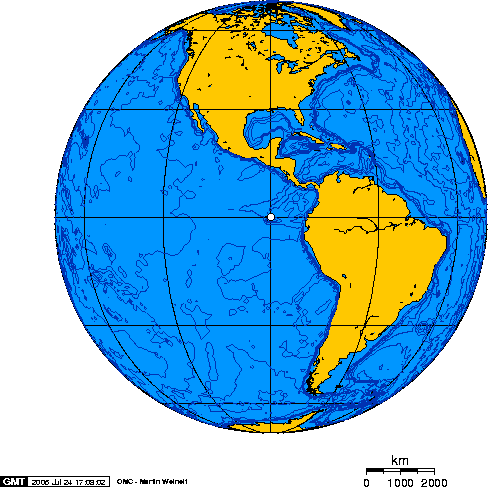
Projeção do globo centrada nas Galápagos.

A fauna das Ilhas Galápagos é extremamente exuberante e única em termos de biodiversidade. Das cerca de 5 mil espécies que habitam o arquipélago, aproximadamente 2 mil não se encontram em nenhum outro lugar do planeta.
A característica é explicada pelo isolamento das ilhas, fato que atrasou a chegada do homem e dificultou a introdução de espécies exóticas, permitindo que a fauna nativa evoluísse de forma separada do resto do mundo. Atualmente, porém, a presença de espécies invasoras domésticas, como cabras, gatos e ratos, já ameaça alguns dos animais nativos.

## Espécies endêmicas
No arquipélago abundam as espécies endêmicas, com variações marcadas de ilha a ilha. Tais características são desde há muito tempo foco do interesse de zoólogos, entre os quais Charles Darwin, que visitou as Galápagos em 1831, durante sua viagem no navio Beagle. Foi através da observação dos animais dessas ilhas que Darwin começou a ponderar as ideias que levariam, mais tarde, à publicação de "A Origem das Espécies" e ao desenvolvimento da teoria da Seleção Natural.
Os mais famosos entre os pássaros endêmicos são as 13 espécies de tentilhões. Chamados de tentilhões-de-darwin, eles se diferenciam uns dos outros especialmente pelas variações nos bicos: algumas variedades apresentam bicos fortes, eficientes para quebrar sementes grandes, enquanto os de outras são mais longos, capazes de retirar o pólen de flores de cactos. 
Os tentilhões estão entre as 159 espécies de aves observadas no arquipélago, das quais 27 são endêmicas. O arquipélago abriga ainda 300 espécies de peixes, 650 de moluscos, 200 de equinodermos, 120 de caranguejos, pelo menos 1.600 de insetos (entre eles 300 de escaravelhos) e 150 de aracnídeos.
Entre os animais galapaguenhos mais comumente conhecidos estão a tartaruga-das-galápagos, a iguana-marinha, o pinguim-das-galápagos, o cormorão-das-galápagos, o falcão-das-galápagos e a fragata-comum.

## Galeria

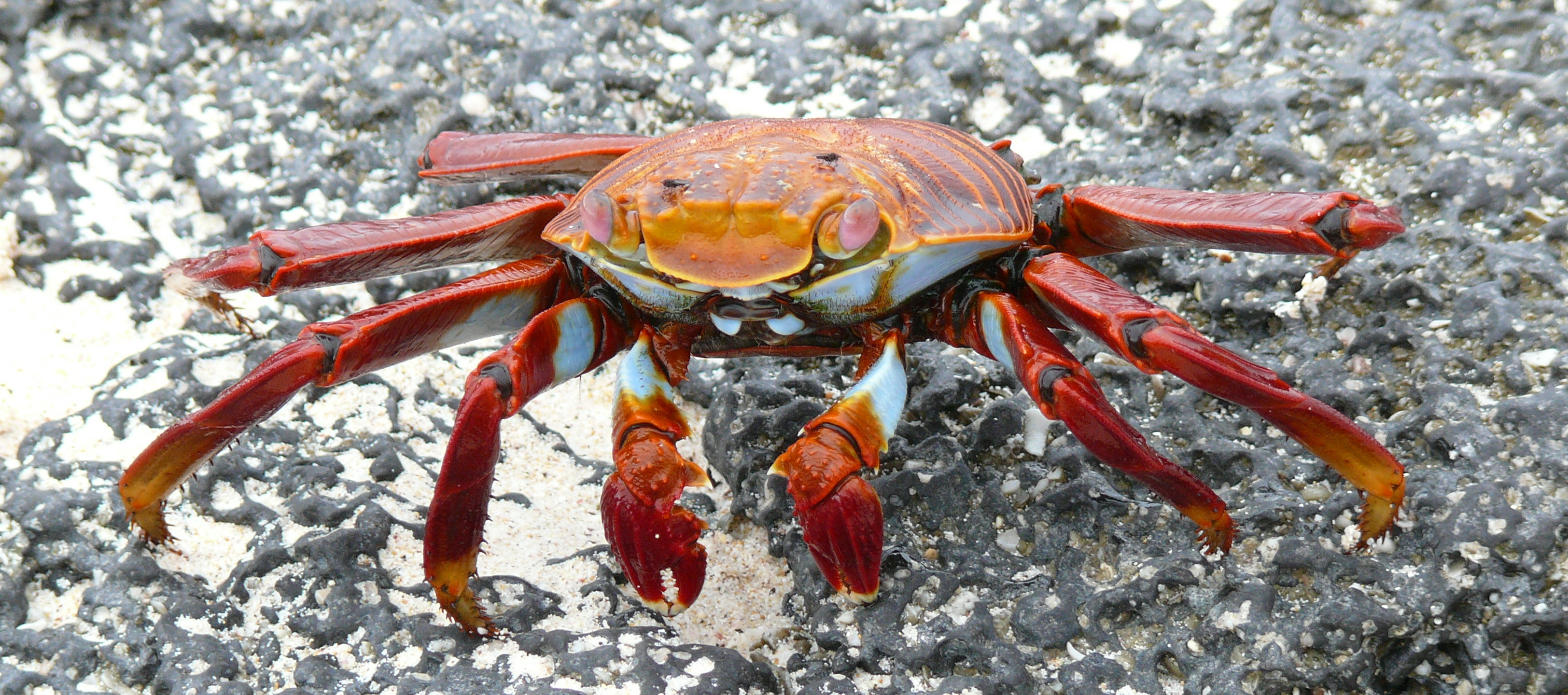
Caranguejo-vermelho-das-galápagos.
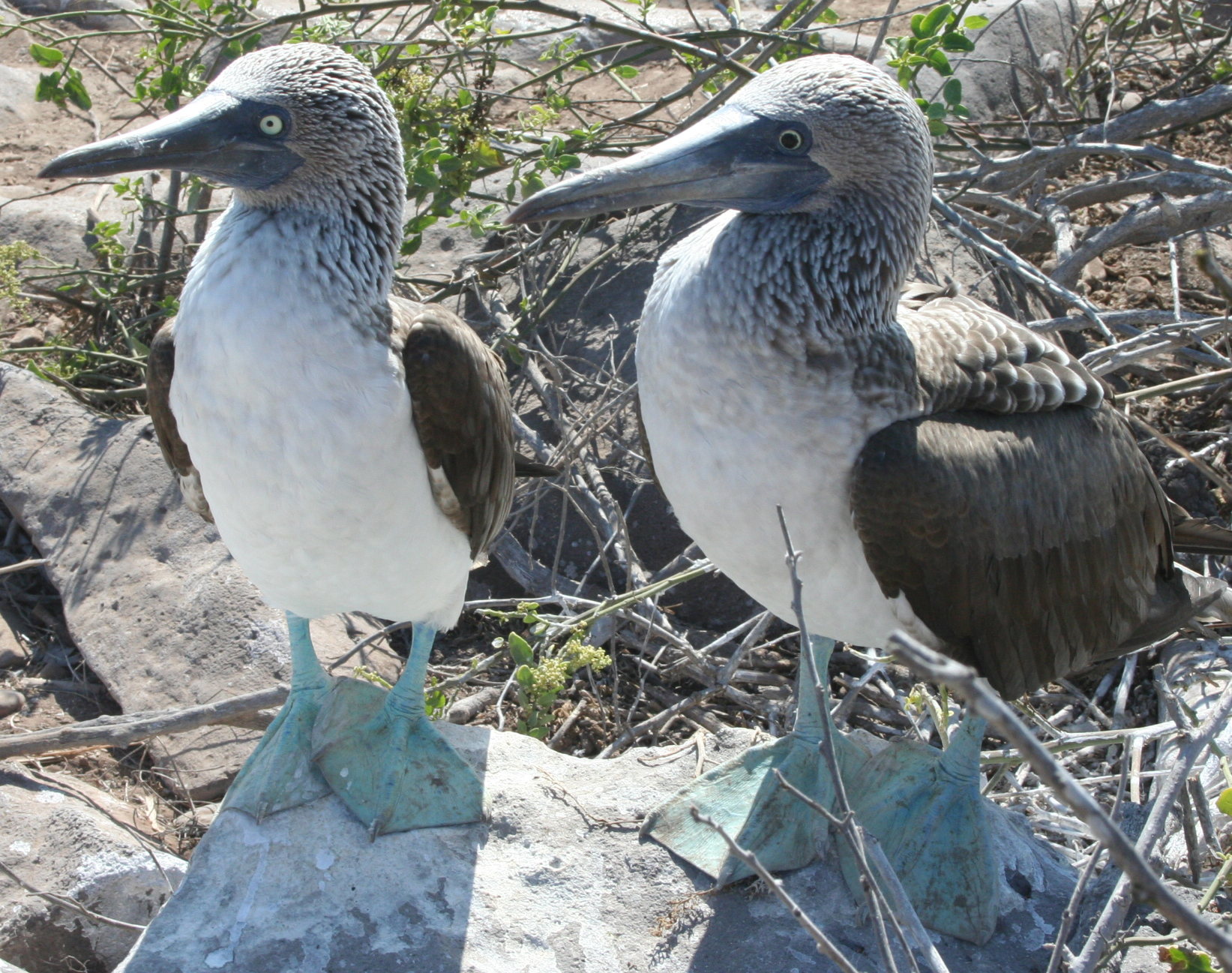
Casal de patolas-de-pés-azuis.
Leão-marinho-das-galápagos.Leão-marinho-das-galápagos.
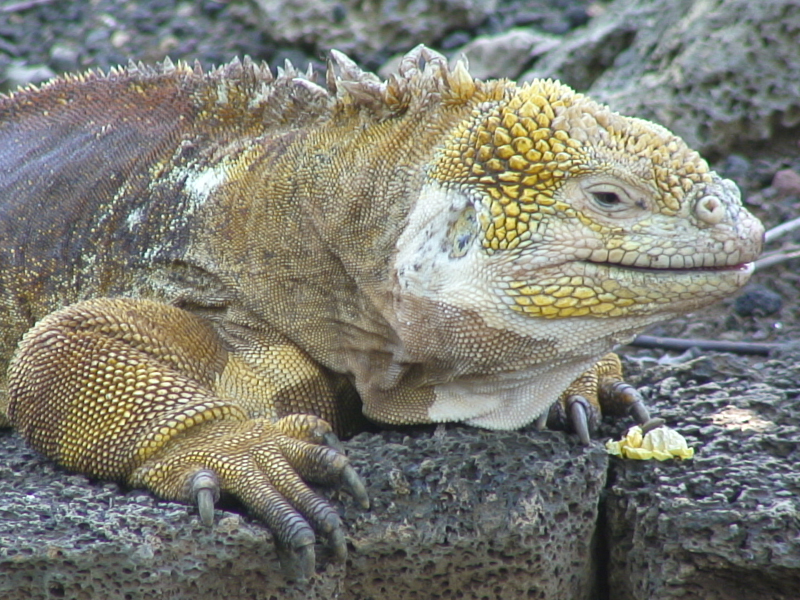
Iguana-terrestre-das-galápagos
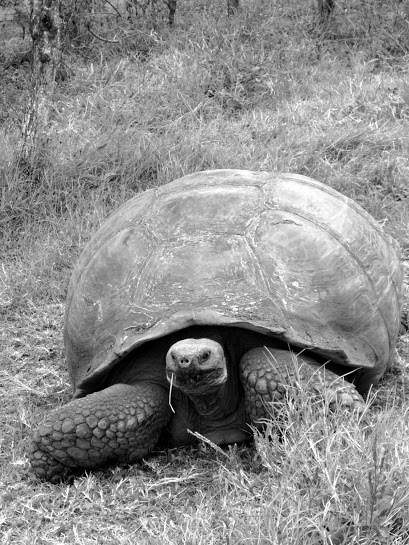
Tartaruga-gigante-das-galápagos